# Lista de episódios de Every Witch Way
Every Witch Way é uma série de televisão da Nickelodeon que estreiou em 01 de Janeiro de 2014. A série segue as aventuras de Emma Alonso, de 14 anos de idade que se muda para Miami, Flórida , e lá ela tem que lídar com poderes recém descobertos e ao mesmo tempo tentar passa pelas traseções da adolecência.A série é uma adaptação da telenovela da  Nickelodeon América Latina Grachi.

## Temporadas
| Temporada | Temporada | Episódios | Exibição original    | Exibição original     | Exibição no Brasil     | Exibição no Brasil     |
| Temporada | Temporada | Episódios | Estreia              | Final                 | Estreia                | Final                  |
| --------- | --------- | --------- | -------------------- | --------------------- | ---------------------- | ---------------------- |
|           | 1         | 20        | 1 de janeiro de 2014 | 30 de janeiro de 2014 | 14 de julho de 2014    | 14 de agosto de 2014   |
|           | 2         | 26        | 7 de julho de 2014   | 8 de agosto de 2014   | 10 de novembro de 2014 | 11 de dezembro de 2014 |
|           | 3         | 20        | 5 de janeiro de 2015 | 30 de janeiro de 2015 | 4 de agosto de 2015    | 31 de agosto de 2015   |
|           | 4         | 20        | 6 de julho de 2015   | 30 de julho de 2015   | 7 de novembro de 2015  | 6 de dezembro de 2015  |

## Episódios

### 1ª Temporada (2014)
| # | Título                                                    | Dirigido por                    | Escrito por        | Exibição original     | Exibição no Brasil   | Código de produção | Audiência (em milhões) |
| --- | --------------------------------------------------------- | ------------------------------- | ------------------ | --------------------- | -------------------- | ------------------ | ---------------------- |
| 1 | "A Descoberta" "Discovery"                                | Arturo Manuitt Leonardo Galavis | Catharina Ledeboer | 1 de janeiro de 2014  | 14 de julho de 2014  | 101                | 2.10                   |
| 2 | "O Grande Resgate" "The Big Rescue"                       | Arturo Manuitt Leonardo Galavis | Catharina Ledeboer | 2 de janeiro de 2014  | 15 de julho de 2014  | 102                | 2.86                   |
| 3 | "Muito Frio" " The Big Chill"                             | Arturo Manuitt Leonardo Galavis | Catharina Ledeboer | 3 de janeiro de 2014  | 16 de julho de 2014  | 103                | 2.31                   |
| 4 | "Eu Sou Uma Bruxa" "I'm a Witch"                          | Arturo Manuitt Leonardo Galavis | Catharina Ledeboer | 6 de janeiro de 2014  | 17 de julho de 2014  | 104                | 1.95                   |
| 5 | "Clube Mágico" "Magic Fight Club"                         | Arturo Manuitt Leonardo Galavis | Catharina Ledeboer | 7 de janeiro de 2014  | 18 de julho de 2014  | 105                | 2.41                   |
| Tony convida Emma para o 7, para ver sua mágica que ele irá fazer lá, maddie chega lá e descobre que emma esta lançando feitiços para ajudar tony em suas mágicas. |                                                           |                                 |                    |                       |                      |                    |                        |
| 6 | "Macaquices" "Monkey Business"                            | Arturo Manuitt Leonardo Galavis | Catharina Ledeboer | 8 de janeiro de 2014  | 21 de julho de 2014  | 106                | 1.92                   |
| Na escola com raiva por lily está ajudando emma a praticar magia ela lança um feitiço em lily para que ela se transforme em macaco, e ela foge e fica a solta na escola. |                                                           |                                 |                    |                       |                      |                    |                        |
| 7 | "Macaquices II" "Monkey Business II"                      | Arturo Manuitt Leonardo Galavis | Catharina Ledeboer | 9 de janeiro de 2014  | 22 de julho de 2014  | 107                | 1.78                   |
| Em casa emma sai para a escola e deixa andi cuidando da macaca lily, mais sem querer andi leva ela para a escola, e Emma desquebra o feitiço e julio vê. |                                                           |                                 |                    |                       |                      |                    |                        |
| 8 | "Mac-con-gelado" "Mac-sic-cle"                            | Arturo Manuitt Leonardo Galavis | Catharina Ledeboer | 10 de janeiro de 2014 | 23 de julho de 2014  | 108                | 2.46                   |
| Sem querer diego congela mac e depois de descongelalo ele faiz varias coisas com o seus poderes na escola. |                                                           |                                 |                    |                       |                      |                    |                        |
| 9 | "Eu Só Falo Tudo ao Contrário" "I Said, Upside Down"      | Arturo Manuitt Leonardo Galavis | Catharina Ledeboer | 13 de janeiro de 2014 | 24 de julho de 2014  | 109                | 1.90                   |
| Na escola maddie lança um feitiço em daniel para que ele fale tudo ao contrário, e lily descobre. |                                                           |                                 |                    |                       |                      |                    |                        |
| 10 | "A I-Guana Quer Dançar Com Você" "I-Guana Dance With You" | Arturo Manuitt Leonardo Galavis | Catharina Ledeboer | 14 de janeiro de 2014 | 25 de julho de 2014  | 110                | 1.77                   |
| Como maddie não foi convidada para a festa de tommy o irmãozinho de daniel um dos t3, ela deside contra-ataca e lança um feitiço em daniel para que ele se transforme em uma iguana. |                                                           |                                 |                    |                       |                      |                    |                        |
| 11 | "Te Amo I-Guana" "I-Guana You Back"                       | Arturo Manuitt Leonardo Galavis | Catharina Ledeboer | 15 de janeiro de 2014 | 28 de julho de 2014  | 111                | 2.19                   |
| Maddie passa o dia inteiro com a iguana sem saber que aquele não e daniel e depois de descobrir ela fica furiosa. |                                                           |                                 |                    |                       |                      |                    |                        |
| 12 | "Eu Amo Bo" "I Heart Beau"                                | Arturo Manuitt Leonardo Galavis | Catharina Ledeboer | 16 de janeiro de 2014 | 29 de julho de 2014  | 112                | 1.95                   |
| Maddie transforma uma iguana qualquer em garoto o bo, e sophie se apaixona por ele. |                                                           |                                 |                    |                       |                      |                    |                        |
| 13 | "Panterizada" "Pantherized"                               | Arturo Manuitt Leonardo Galavis | Catharina Ledeboer | 17 de janeiro de 2014 | 30 de julho de 2014  | 113                | 2.23                   |
| Para se vingar de emma maddie lança um feitiço em andi para que ela vire uma pantera. |                                                           |                                 |                    |                       |                      |                    |                        |
| 14 | "Ande Como uma Pantera" "Walk Like a Panther"             | Arturo Manuitt Leonardo Galavis | Catharina Ledeboer | 21 de janeiro de 2014 | 31 de julho de 2014  | 114                | 2.15                   |
| Emma consegue chegar a tempo na casa de maddie e desquebra o feitiço de andi, mais só que agora andi terá que fingir que ainda é uma pantera. |                                                           |                                 |                    |                       |                      |                    |                        |
| 15 | "Bola de Praia" "Beach Ball"                              | Arturo Manuitt Leonardo Galavis | Catharina Ledeboer | 22 de janeiro de 2014 | 1 de agosto de 2014  | 115                | 2.15                   |
| No jogo de praia emma está com tony e daniel com maddie sentados, e diego destroe a bola do jogo de vôlei de praia, e todos suspeitam que ele é bruxo. |                                                           |                                 |                    |                       |                      |                    |                        |
| 16 | "Lily Sapo" "Lily Frog"                                   | Arturo Manuitt Leonardo Galavis | Catharina Ledeboer | 23 de janeiro de 2014 | 4 de agosto de 2014  | 116                | 2.22                   |
| A diretora transforma a enfermeira lily num sapo e andi vê e conta para emma. |                                                           |                                 |                    |                       |                      |                    |                        |
| 17 | "Contos de uma Bruxa" "A Witch'a Tale"                    | Arturo Manuitt Leonardo Galavis | Catharina Ledeboer | 24 de janeiro de 2014 | 14 de agosto de 2014 | 999                | 2.26                   |
| Esse é um especial de every witch way contando tudo que já aconteceu e tudo que vai acontecer ainda em every witch way. |                                                           |                                 |                    |                       |                      |                    |                        |
| 18 | "Gripe das Bruxas" "Witches' Flu"                         | Arturo Manuitt Leonardo Galavis | Catharina Ledeboer | 27 de janeiro de 2014 | 5 de agosto de 2014  | 117                | 2.09                   |
| Emma e maddie ficam com a gripe de bruxas, emma espirra balões, balas e flores e maddie só faz espirra morcegos e várias outras coisas. |                                                           |                                 |                    |                       |                      |                    |                        |
| 19 | "Hexoren na Praça" "Hexoren Squared"                      | Arturo Manuitt Leonardo Galavis | Catharina Ledeboer | 28 de janeiro de 2014 | 6 de agosto de 2014  | 118                | 2.11                   |
| O hexoren sumiu e ninguém sabe onde ele está, e diego e mac descobrem o plano que a diretora tem para o eclipse. |                                                           |                                 |                    |                       |                      |                    |                        |
| 20 | "Qual é Qual?" "Witch Witch Is Witch?"                    | Arturo Manuitt Leonardo Galavis | Catharina Ledeboer | 29 de janeiro de 2014 | 7 de agosto de 2014  | 119                | 2.17                   |
| O hexoren se duplica em vários e cria 10 versões de si mesmo e a diretora, maddie e emma estão a procura do verdadeiro livro. |                                                           |                                 |                    |                       |                      |                    |                        |
| 21 | "A Elegida" "The Chosen One"                              | Arturo Manuitt Leonardo Galavis | Catharina Ledeboer | 30 de janeiro de 2014 | 8 de agosto de 2014  | 120                | 2.60                   |
| No episódio final, a diretora está fazendo de tudo para seu plano com o eclipse da certo, usando diego e emma, e a festa começa no iridium, e no final todos juntos conseguem destruir a diretora, e daniel e emma se beijam e viram namorados e maddie esquece de daniel, e no fim emma e Maddie perdem seus poderes ,e daniel pergunta a emma se ela recuperou seus poderes e ela disse que não, mais depois de tentar o feitiço da certo. |                                                           |                                 |                    |                       |                      |                    |                        |

### 2ª Temporada (2014)
| # | Título                                                                    | Dirigido por | Escrito por                    | Exibição original   | Exibição no Brasil     | Código de produção | Audiência (em milhões) |
| --- | ------------------------------------------------------------------------- | ------------ | ------------------------------ | ------------------- | ---------------------- | ------------------ | ---------------------- |
| 1 | "Jax de Copas" "Jax of Hearts"                                            | Clayton Boen | Catharina Ledeboer             | 7 de julho de 2014  | 10 de novembro de 2014 | 201                | TBA                    |
| Emma e seus amigos retomam a escola, com muitas novidades, sendo uma delas o novo estudante Jax Novoa .                                                                                        |                                                                           |              |                                |                     |                        |                    |                        |
| 2 | "Bruxa Fugitiva" "Runaway Witch"                                          | Clayton Boen | Catharina Ledeboer             | 8 de julho de 2014  | 11 de novembro de 2014 | 202                | TBA                    |
| Emma quer escutar por parte do consenho que a "escolhida" não pode namorar um garoto humano, Ramona uma dos membro do conselho aproveita a situação e foge.                                    |                                                                           |              |                                |                     |                        |                    |                        |
| 3 | "Torta do Amor" "Love Pie Redux"                                          | Clayton Boen | Catharina Ledeboer             | 9 de julho de 2014  | 12 de novembro de 2014 | 203                | TBA                    |
| Úrsula assa uma torta do amor, para que Francisco possa se apaixonar por ela. |                                                                           |              |                                |                     |                        |                    |                        |
| 4 | "Poderes Emprestados" "Powers by Proxy"                                   | Clayton Boen | Catharina Ledeboer             | 10 de julho de 2014 | 13 de novembro de 2014 | 204                | TBA                    |
| Diego está realizando feitiços, com seus poderes para Maddie por enquanto que ela não tem os dela.                                                                                             |                                                                           |              |                                |                     |                        |                    |                        |
| 5 | "A Lua Locca" "The Full Moon"                                             | Clayton Boen | Catharina Ledeboer Gloria Shen | 11 de julho de 2014 | 14 de novembro de 2014 | 205                | TBA                    |
| A lua locca é um evento onde o efeito da lua nas bruxas e magos é completamente estranho, e esse evento chega e faz coisas estranhas com Desdêmona.                                            |                                                                           |              |                                |                     |                        |                    |                        |
| 6 | "Daniel Quem?" "Daniel Who?"                                              | Clayton Boen | Catharina Ledeboer Gloria Shen | 14 de julho de 2014 | 17 de novembro de 2014 | 206                | TBA                    |
| O feitiço limpa memória é perigoso ainda mais lançado por duas ou mais bruxas...Coitado do Daniel.                                                                                             |                                                                           |              |                                |                     |                        |                    |                        |
| 7 | "Não faça isso" "No Can Do"                                               | Clayton Boen | Catharina Ledeboer             | 15 de julho de 2014 | 18 de novembro de 2014 | 207                | TBA                    |
| Maddie quer descobrir se Emma tem ou não seus poderes, Mas com o efeito da lua lucca fazendo Emma ficar inpulsiva, lançando vários feitiços...não será tão díficil assim.                      |                                                                           |              |                                |                     |                        |                    |                        |
| 8 | "Lobos da Siberia" "Werewolves in Siberia"                                | Clayton Boen | Catharina Ledeboer             | 16 de julho de 2014 | 19 de novembro de 2014 | 208                | 1.71                   |
| Agamemnon toma uma decisão e ameaça Emma, e com tudo isso ele pune Emma mandando ela e Andi para Siberia.                                                                                      |                                                                           |              |                                |                     |                        |                    |                        |
| 9 | "Insônia na Festa do Pijama" "The No-Sleep Sleepover"                     | Clayton Boen | Catharina Ledeboer Gloria Shen | 18 de julho de 2014 | 20 de novembro de 2014 | 209                | TBA                    |
| Maddie prepara uma festa do pijama, para poder pegar Emma lançando um feitiço e atráves de uma batalha de feitiço ela descobre que Emma recuperou seus poderes e que sua mãe está com os dela. |                                                                           |              |                                |                     |                        |                    |                        |
| 10 | "Fora de Controle" "Outta Hand"                                           | Clayton Boen | Catharina Ledeboer Gloria Shen | 21 de julho de 2014 | 21 de novembro de 2014 | 210                | TBA                    |
| Maddie se sente mal por descobrir que sua mãe está com seus poderes e ergige que ela os devolva.Jax mente pra Emma e ela acaba cabulando aula.                                                 |                                                                           |              |                                |                     |                        |                    |                        |
| 11 | "Problemas em Dobro" "Doubre Trouble"                                     | Clayton Boen | Catharina Ledeboer             | 22 de julho de 2014 | 24 de novembro de 2014 | 211                |                        |
| Jax revela como fez para não leva falta e agora Emma está com um feitiço super proibido em suas mãos, e com muitos acontecimentos um em cima do outro Emma acaba o usando.                     |                                                                           |              |                                |                     |                        |                    |                        |
| 12 | "O Esquadrão Emma" "The Emma Squad"                                       | Clayton Boen | Catharina Ledeboer Gloria Shen | 23 de julho de 2014 | 25 de novembro de 2014 | 212                | 1.94                   |
| 13 | "Senhorita Serva" "Missminion"                                            | Clayton Boen | Catharina Ledeboer             | 24 de julho de 2014 | 26 de novembro de 2014 | 213                | 1.51                   |
| 14 | "O Rompimento" "The Breakup"                                              | Clayton Boen | Catharina Ledeboer             | 25 de julho de 2014 | 27 de novembro de 2014 | 214                | 1.64                   |
| 15 | "Emma Quer Bolacha" "Emma Wants a Cracker"                                | Clayton Boen | Catharina Ledeboer Gloria Shen | 28 de julho de 2014 | 28 de novembro de 2014 | 215                | 1.61                   |
| 16 | "A Tempestade" "Stormageddon"                                             | Clayton Boen | Catharina Ledeboer             | 29 de julho de 2014 | 1 de dezembro de 2014  | 216                | TBA                    |
| 17 | "Sobre um Mago" "About a Wizard"                                          | TBA          | TBA                            | 30 de julho de 2014 | 2 de dezembro de 2014  | 217                | 1.72                   |
| 18 | "Festa de Aniversário na Praia" "Beach Birthday Bash"                     | TBA          | TBA                            | 31 de julho de 2014 | 3 de dezembro de 2014  | 218                | 1.99                   |
| 19 | "Namorado Zumbi" "Zombie Boyfriend"                                       | TBA          | TBA                            | 1 de agosto de 2014 | 4 de dezembro de 2014  | 219                | 1.52                   |
| 20 | "Feitiço Outra Vez" "Once Upon a Spell"                                   | TBA          | TBA                            | 4 de agosto de 2014 | 5 de dezembro de 2014  | 998                | 1.97                   |
| 21 | "Andi & Philip, Sentados numa Árvore " "Andi & Philip, Sittin' in a Tree" | TBA          | TBA                            | 5 de agosto de 2014 | 8 de dezembro de 2014  | 220                | 1.86                   |
| 22 | "Amigas Nunca Mais" "BF- Never"                                           | TBA          | TBA                            | 6 de agosto de 2014 | 9 de dezembro de 2014  | 221                | 2.27                   |
| 23 | "O Abismo" "The Abyss"                                                    | TBA          | TBA                            | 7 de agosto de 2014 | 10 de dezembro de 2014 | 222                | 1.79                   |
| 24 | "Emma Contra Emma" "Emma vs. Emma"                                        | TBA          | TBA                            | 8 de agosto de 2014 | 11 de dezembro de 2014 | 997                | 1.70                   |

### 3ª Temporada: (2015)
| #  | Título                                    | Dirigido por | Escrito por        | Exibição original     | Exibição no Brasil   | Código de produção | Audiência (em milhões) |
| -- | ----------------------------------------- | ------------ | ------------------ | --------------------- | -------------------- | ------------------ | ---------------------- |
| 1  | "Beachside 7(Primeiro episódio Especial)" | Clayton Boen | Catharina Ledeboer | 5 de janeiro de 2015  | 3 de agosto de 2015  | 301                | TBA                    |
| 2  | "Rebel Emma"                              | TBA          | TBA                | 6 de janeiro de 2015  | 4 de agosto de 2015  | 302                | TBA                    |
| 3  | "Always You"                              | TBA          | TBA                | 7 de janeiro de 2015  | 5 de agosto de 2015  | 303                | TBA                    |
| 4  | "Breaking All the Rules"                  | TBA          | TBA                | 8 de janeiro de 2015  | 6 de agosto de 2015  | 304                | TBA                    |
| 5  | "Neverending Summer"                      | TBA          | TBA                | 9 de janeiro de 2015  | 7 de agosto de 2015  | 305                | TBA                    |
| 6  | "Daniel Darko"                            | TBA          | TBA                | 12 de janeiro de 2015 | 10 de agosto de 2015 | 306                | TBA                    |
| 7  | "No More Mr. Nice Guy"                    | TBA          | TBA                | 13 de janeiro de 2015 | 11 de agosto de 2015 | 307                | TBA                    |
| 8  | "No More Spider"                          | TBA          | TBA                | 14 de janeiro de 2015 | 12 de agosto de 2015 | 308                | TBA                    |
| 9  | "Back To Back"                            | TBA          | TBA                | 15 de janeiro de 2015 | 13 de agosto de 2015 | 309                | TBA                    |
| 10 | "Crystal Knight"                          | TBA          | TBA                | 16 de janeiro de 2015 | 14 de agosto de 2015 | 310                | TBA                    |
| 11 | "Kanay vs. Kanay"                         | TBA          | TBA                | 19 de janeiro de 2015 | 17 de agosto de 2015 | 311                | TBA                    |
| 12 | "Invisible Me"                            | TBA          | TBA                | 20 de janeiro de 2015 | 18 de agosto de 2015 | 312                | TBA                    |
| 13 | "The Truth About the Kanays"              | TBA          | TBA                | 21 de janeiro de 2015 | 19 de agosto de 2015 | 313                | TBA                    |
| 14 | "Zombie Rescue Team"                      | TBA          | TBA                | 22 de janeiro de 2015 | 20 de agosto de 2015 | 314                | TBA                    |
| 15 | "Summarizes"                              | TBA          | TBA                | 23 de janeiro de 2015 | 21 de agosto de 2015 | 996                | TBA                    |
| 16 | "Kangaroo Jax"                            | TBA          | TBA                | 26 de janeiro de 2015 | 24 de agosto de 2015 | 315                | TBA                    |
| 17 | "Defiance"                                | TBA          | TBA                | 27 de janeiro de 2015 | 25 de agosto de 2015 | 316                | TBA                    |
| 18 | "The Kanay Strikes Back"                  | TBA          | TBA                | 28 de janeiro de 2015 | 26 de agosto de 2015 | 317                | TBA                    |
| 19 | "Magical Throwdown"                       | TBA          | TBA                | 29 de janeiro de 2015 | 27 de agosto de 2015 | 318                | TBA                    |
| 20 | "New Witch Order"                         | TBA          | TBA                | 30 de janeiro de 2015 | 28 de agosto de 2015 | 995                | TBA                    |

### 4ª Temporada (2015)
| #     | #     | Título                            | Dirigido por | Escrito por                         | Exibição original   | Exibição no Brasil     | Código de produção | Audiência (em milhões) |
| ----- | ----- | --------------------------------- | ------------ | ----------------------------------- | ------------------- | ---------------------- | ------------------ | ---------------------- |
| 67    | 1     | "A World Without You"             | Clayton Boen | Catharina Ledeboer e Charlotte Owen | 6 de julho de 2015  | 7 de novembro de 2015  | 401                | 1.50                   |
| 68    | 2     | "Road Trippin'"                   | Clayton Boen | Catharina Ledeboer e Gloria Shen    | 7 de julho de 2015  | 7 de novembro de 2015  | 402                | 1.29                   |
| 69    | 3     | "Ever in the Everglades"          | Clayton Boen | Catharina Ledeboer e Charlotte Owen | 8 de julho de 2015  | 8 de novembro de 2015  | 403                | 1.54                   |
| 70    | 4     | "Stuck in a Storm"                | Clayton Boen | Catharina Ledeboer e Charlotte Owen | 9 de julho de 2015  | 8 de novembro de 2015  | 404                | 1.46                   |
| 71    | 5     | "A Tale of Two Lives"             | Clayton Boen | Catharina Ledeboer e Jeff Sayers    | 10 de julho de 2015 | 14 de novembro de 2015 | 405                | 1.24                   |
| 72    | 6     | "Twisted Sister"                  | Clayton Boen | Catharina Ledeboer e Charlotte Owen | 13 de julho de 2015 | 14 de novembro de 2015 | 406                | 1.39                   |
| 73    | 7     | "Lunch at Lola's"                 | Clayton Boen | Catharina Ledeboer e Charlotte Owen | 14 de julho de 2015 | 15 de novembro de 2015 | 407                | 1.16                   |
| 74    | 8     | "Monkey Face Emoji"               | Clayton Boen | Catharina Ledeboer e Jeff Sayers    | 15 de julho de 2015 | 15 de novembro de 2015 | 408                | 1.36                   |
| 75    | 9     | "The Final Countdown"             | Clayton Boen | Catharina Ledeboer e Charlotte Owen | 17 de julho de 2015 | 21 de novembro de 2015 | 409                | 1.29                   |
| 76    | 10    | "Turn Back Time"                  | TBA          | TBA                                 | 20 de julho de 2015 | 21 de novembro de 2015 | 410                | 1.07                   |
| 77    | 11    | "Diego's Wipedown"                | TBA          | TBA                                 | 20 de julho de 2015 | 22 de novembro de 2015 | 411                | 1.07                   |
| 78    | 12    | "Van Pelt Reunion"                | TBA          | TBA                                 | 21 de julho de 2015 | 22 de novembro de 2015 | 412                | 1.30                   |
| 79    | 13    | "Back to Square One"              | TBA          | TBA                                 | 22 de julho de 2015 | 28 de novembro de 2015 | 413                | 1.13                   |
| 80    | 14    | "Power in a Bottle"               | TBA          | TBA                                 | 23 de julho de 2015 | 28 de novembro de 2015 | 414                | 0.96                   |
| 81    | 15    | "What If?"                        | TBA          | TBA                                 | 24 de julho de 2015 | 29 de novembro de 2015 | 415                | 1.17                   |
| 82    | 16    | "Frenemies"                       | TBA          | TBA                                 | 27 de julho de 2015 | 29 de novembro de 2015 | 416                | 1.22                   |
| 83    | 17    | "Stop Emma"                       | TBA          | TBA                                 | 28 de julho de 2015 | 5 de dezembro de 2015  | 417                | 1.22                   |
| 84    | 18    | "Mommie Dearest"                  | TBA          | TBA                                 | 29 de julho de 2015 | 5 de dezembro de 2015  | 418                | 1.69                   |
| 85–86 | 19–20 | "A Girl's Sacrifice(Parts 1 & 2)" | TBA          | TBA                                 | 30 de julho de 2015 | 6 de dezembro de 2015  | 419-420            | 1.64                   |